# Juri Ide
Juri Ide (japanisch 井出 樹里 Ide Juri; * 9. Juni 1983 in Setagaya, Präfektur Tokio) ist eine japanische Triathletin und Olympiastarterin (2008).

## Werdegang
Juri Ide startete 2006 bei ihren ersten Triathlon-Wettkampf.
2008 startete sie in Peking bei den Olympischen Spielen und belegte den fünften Rang.
Sie ist zweifache japanische Meisterin (2008 und 2009). Juri Ide startet bei Bewerben über die olympische Distanz (1,5 km Schwimmen, 40 km Radfahren und 10 km Laufen). Im Oktober 2015 wurde sie Vizestaatsmeisterin Triathlon.
Im September 2016 belegte die damals 33-Jährige mit dem 39. Rang im letzten Rennen der Saison als fünftbeste Japanerin den 46. Rang in der Jahreswertung der Weltmeisterschaftsrennserie auf der Triathlon-Kurzdistanz.

## Sportliche Erfolge
| Datum/Jahr    | Rang | Wettbewerb                           | Austragungsort   | Zeit        | Bemerkung                                                                                             |
| ------------- | ---- | ------------------------------------ | ---------------- | ----------- | --- |
| 4. Juni 2022  | 4    | ITU Triathlon Africa Cup             | Yasmine Hammamet | 01:04:29    | |
| 26. Nov. 2021 | 1    | ITU Asia Triathlon Cup               | Doha             | 01:56:54    | |
| 23. Okt. 2021 | DNF  | JPN Triathlon National Championships | Miyazaki         | –           | |
| 10. Feb. 2019 | 7    | ITU Triathlon World Cup              | Kapstadt         | 00:58:12    | |
| 11. Feb. 2018 | 5    | ITU Triathlon World Cup              | Kapstadt         | 00:59:38    | |
| 7. Okt. 2017  | 1    | ITU Triathlon World Cup              | Sarasota         | 02:04:21    | aufgrund schlechter Wasserqualität als Duathlon ausgetragen                                           |
| 15. Juli 2017 | DNF  | ITU World Championship Series 2017   | Hamburg          | –           | Sturz mit dem Rad                                                                                     |
| 8. Apr. 2017  | 3    | ITU World Championship Series 2017   | Gold Coast       | 00:58:12    | |
| 18. Sep. 2016 | 39   | ITU World Championship Series 2016   | Cozumel          | 02:07:08    | „Grand Final“ – 3. Rang in der Weltmeisterschaft Triathlon Kurzdistanz                                |
| 11. Okt. 2015 | 2    | JPN Triathlon National Championships | Daiba            | 02:09:59    | Zweite hinter Ai Ueda                                                                                 |
| 25. Sep. 2014 | 2    | Asian Games                          | Incheon          | 02:03:07    | Zweite hinter Ai Ueda                                                                                 |
| 28. Juni 2014 | 3    | ITU World Championship Series 2014   | Chicago          | 01:56:00    | |
| 12. Sep. 2010 | 10   | ITU World Championship Series 2010   | Budapest         | 01:51:55    | im siebten und letzten Rennen der Saison                                                              |
| 15. Aug. 2010 | 19   | ITU World Championship Series 2010   | Kitzbühel        | 02:06:47    | im 6. Rennen der Serie                                                                                |
| 11. Sep. 2009 | 17   | ITU World Championship Series 2009   | Gold Coast       | 02:01:47    | |
| 22. Aug. 2009 | 3    | ITU World Championship Series 2009   | Yokohama         |             | |
| 2. Mai 2009   | 3    | ITU World Championship Series 2009   | Tongyeong        | 02:03:31    | |
| 26. Apr. 2009 | 1    | ITU Triathlon World Cup              | Ishigaki         | 02:03:32    | Siegerin neben Courtney Atkinson bei den Männern (1,5 km Schwimmen, 40 km Radfahren und 10 km Laufen) |
| 2009          | 1    | JPN Triathlon National Championships | Japan            |             | |
| 18. Aug. 2008 | 5    | Olympische Spiele 2008               | Peking           | 02:00:23,77 | |
| 2008          | 1    | JPN Triathlon National Championships | Japan            |             | |
| 2007          | 3    | ITU Triathlon Africa Cup             | Langebaan        |             | Dritte hinter Ricarda Lisk und der Schwedin Lisa Nordén                                               |
| 2007          | 2    | ITU Triathlon Worldcup               | Eilat            | 02:03:10    | Zweite in Israel hinter der Schweizerin Nicola Spirig                                                 |